# Tamaño de la población
En genética de poblaciones y ecología de poblaciones, el tamaño de la población (generalmente denotado N) es el número de organismos individuales en una población. El tamaño de la población está directamente asociado con la cantidad de deriva genética, y es la causa subyacente de efectos como los cuellos de botella de la población y el efecto fundador. La deriva genética es la principal fuente de disminución de la diversidad genética dentro de las poblaciones, lo que impulsa la fijación y puede conducir a eventos de especiación. 

## Deriva genética
De las cinco condiciones requeridas para mantener el equilibrio de Hardy-Weinberg, siempre se violará el tamaño infinito de la población; esto significa que siempre se produce algún grado de deriva genética. Una hipótesis alternativa plantea que, si bien la deriva genética desempeña un papel más importante en las pequeñas poblaciones que desarrollan complejidad, la selección es el mecanismo por el cual las grandes poblaciones desarrollan complejidad.

### Cuellos de botella poblacionales y efecto fundador
Los cuellos de botella poblacionales ocurren cuando el tamaño de la población se reduce por un corto período de tiempo, disminuyendo la diversidad genética en la población. 
El efecto fundador ocurre cuando pocos individuos de una población más grande establecen una nueva población y también disminuye la diversidad genética, y fue originalmente descrito por Ernst Mayr. El efecto fundador es un caso único de deriva genética, ya que la población fundadora más pequeña ha disminuido la diversidad genética que moverá los alelos dentro de la población más rápidamente hacia la fijación. 

### Modelado de deriva genética
La deriva genética generalmente se modela en entornos de laboratorio utilizando poblaciones bacterianas o simulación digital. En los organismos digitales, una población generada experimenta una evolución basada en parámetros variables, que incluyen la aptitud diferencial, la variación y el conjunto de herencia para organismos individuales.
Se han usado cepas bacterianas separadas en dos medios diferentes, uno con componentes de nutrientes simples y otro con nutrientes notados para ayudar a las poblaciones de bacterias a desarrollar más heterogeneidad. También se usó una simulación digital basada en el diseño del experimento bacteriano, con una variedad de asignaciones de aptitud y tamaños de población efectivos comparables a los de las bacterias utilizadas en base a designaciones de poblaciones pequeñas y grandes, tanto en entornos simples como complejos, las poblaciones más pequeñas demostraron mayor variación de la población que las poblaciones más grandes, que no mostraron una diversidad de aptitud significativa. Las poblaciones más pequeñas habían aumentado su estado físico y se adaptaron más rápidamente en el entorno complejo, mientras que las poblaciones grandes se adaptaron más rápido que las poblaciones pequeñas en el entorno simple. Estos datos demuestran que las consecuencias de una mayor variación dentro de las poblaciones pequeñas dependen del medio ambiente: entornos más desafiantes o complejos permiten que la variación presente dentro de las poblaciones pequeñas confiera una mayor ventaja. El análisis demuestra que las poblaciones más pequeñas tienen niveles más significativos de aptitud por la heterogeneidad dentro del grupo, independientemente de la complejidad del entorno; las respuestas adaptativas aumentan en entornos más complejos. Las adaptaciones en poblaciones asexuales tampoco están limitadas por mutaciones, ya que la variación genética dentro de estas poblaciones puede conducir a la adaptación. Aunque las poblaciones pequeñas tienden a enfrentar más desafíos debido al acceso limitado a la adaptación generalizada de mutaciones beneficiosas dentro de estas poblaciones, es menos predecible y permite que las poblaciones sean más plásticas en sus respuestas ambientales. Se sabe que el aumento de la condición física con el tiempo en poblaciones asexuales pequeñas está fuertemente correlacionado positivamente con el tamaño de la población y la tasa de mutación, y la probabilidad de fijación de una mutación beneficiosa está inversamente relacionada con el tamaño de la población y la tasa de mutación.
También se han utilizado organismos haploides digitales para evaluar diferentes estrategias para acumular complejidad genómica. Este estudio demostró que tanto la deriva como la selección son efectivas en poblaciones pequeñas y grandes, respectivamente, pero que este éxito depende de varios factores. Los datos de la observación de mutaciones de inserción en este sistema digital demuestran que las poblaciones pequeñas desarrollan tamaños genómicos más grandes a partir de la fijación de mutaciones perjudiciales y las poblaciones grandes desarrollan tamaños genómicos más grandes a partir de la fijación de mutaciones beneficiosas. Se observó que las poblaciones pequeñas tienen una ventaja para lograr la complejidad genómica completa debido a la complejidad fenotípica derivada de la deriva. Cuando se simularon mutaciones de deleción, solo las poblaciones más grandes tenían alguna ventaja significativa en la aptitud física. Estas simulaciones demuestran que las poblaciones más pequeñas reparan mutaciones perjudiciales mediante el aumento de la deriva genética. Es probable que esta ventaja esté limitada por las altas tasas de extinción. Las poblaciones más grandes desarrollan complejidad a través de mutaciones que aumentan la expresión de genes particulares; la eliminación de alelos nocivos no limita el desarrollo de genomas más complejos en los grupos más grandes y no se requirió una gran cantidad de mutaciones de inserción que dieron como resultado elementos beneficiosos o no funcionales dentro del genoma. Cuando las mutaciones de deleción ocurren con mayor frecuencia, las poblaciones más grandes tienen una ventaja que sugiere que las poblaciones más grandes generalmente tienen una ventaja evolutiva para el desarrollo de nuevos rasgos. 

## Tasa de mutación crítica
La tasa crítica de mutación, o umbral de error, limita el número de mutaciones que pueden existir dentro de una molécula autorreplicante antes de que la información genética sea destruida en las generaciones posteriores.
Contrariamente a los hallazgos de estudios previos, se ha observado que la tasa de mutación crítica depende del tamaño de la población tanto en poblaciones haploides como diploides. Cuando las poblaciones tienen menos de 100 individuos, se puede superar la tasa de mutación crítica, pero conducirá a la pérdida de material genético, lo que provocará una mayor disminución de la población y la probabilidad de extinción. Este 'límite de velocidad' es común en poblaciones asexuales pequeñas y adaptadas y es independiente de la tasa de mutación.

## Tamaño efectivo de la población (Ne)
El tamaño efectivo de la población (Ne) se define como "el número de individuos reproductores en una población idealizada que mostraría la misma cantidad de dispersión de frecuencias de alelos bajo deriva genética aleatoria o la misma cantidad de endogamia que la población bajo consideración". El Ne es generalmente menor que N (el tamaño absoluto de la población) y esto tiene importantes aplicaciones en genética de conservación.
La sobrepoblación puede indicar cualquier caso en el que la población de cualquier especie de animal pueda exceder la capacidad de carga de su nicho ecológico.